# Allonnes (Eure-et-Loir)
Allonnes é uma comuna francesa na região administrativa do Centro, no departamento Eure-et-Loir. Estende-se por uma área de 10,08 km². Em 2010 a comuna tinha 318 habitantes (densidade: 31,5 hab./km²).